# 镇国寺塔
镇国寺塔，位于江苏省扬州市高邮市城西运河，是中华人民共和国江苏省文物保护单位之一。
1982年3月25日，授予江苏省文物保护单位，是一座古建筑及历史纪念建筑物。